# Le Témoin du troisième jour
Pour plus de détails, voir Fiche technique et Distribution.
Le Témoin du troisième jour (titre original : The Third Day) est un film américain réalisé par Jack Smight et sorti en 1965.

## Synopsis
Steve Mallory sort indemne, mais amnésique, d'un accident où sa voiture est tombée dans un fleuve. Durant trois jours, il va de découvertes en surprises. Il apprend qu'il est marié à Alexandria, fille d'Austin Parsons, fondateur de la société des porcelaines Parsons qui, devenu paralysé, a confié à son gendre la direction de l'entreprise familiale alors que le neveu Oliver Parsons convoitait le poste. Steve découvre qu'il avait une passagère dans sa voiture, Holly Mitchell, serveuse de bar soupçonnée d'être sa maîtresse et retrouvée morte dans l'accident. Le veuf, Aldrich, l'accuse de meurtre ainsi qu'Oliver. Steve est alors appréhendé par la police et incarcéré. Mais Aldrich enlève Alexandria, menaçant de la tuer pour venger la mort de sa femme. Steve réussit à s'évader et parvient à délivrer Alexandria. Tandis qu'Aldrich est arrêté, l'enquête révèle qu'Holly est morte noyée.

## Fiche technique
- Titre : Le Témoin du troisième jour (titre alternatif Le Troisième Jour)
- Titre original : The Third Day
- Réalisation : Jack Smight
- Scénario : Robert Presnell Jr., Burton Wohl d'après le roman de Joseph Hayes, The Third Day (1964)
- Musique : Percy Faith
- Chanson : Love Me Now, paroles de Jay Livingston/Ray Evans et musique de Percy Faith, interprétée par Arte Johnson
- Photographie : Robert Surtees
- Son : Francis E. Stahl
- Montage : Stefan Arnsten
- Direction artistique : Edward Carrere
- Décors : Edward Carrere, Ralph S. Hurst
- Costumes : Donald Brooks
- Pays d'origine :  États-Unis
- Langue de tournage : anglais
- Producteur : Jack Smight
- Sociétés de production : First National Pictures, Warner Bros. Pictures
- Société de distribution : Warner Bros. Pictures
- Format : couleur par Technicolor — 35 mm — 2.35:1 Panavision — monophonique (RCA Sound Recording)
- Genre : thriller
- Durée : 119 minutes
- Date de sortie : 4 août 1965 aux  États-Unis

## Distribution
- George Peppard (VF : Denis Savignat) : Steve Mallory
- Elizabeth Ashley (VF : Martine Sarcey) : Alexandria Mallory
- Roddy McDowall (VF : Jacques Thébault) : Oliver Parsons
- Arthur O'Connell : Docteur Wheeler
- Mona Washbourne (VF : Hélène Tossy) : Catherine Parsons
- Herbert Marshall (VF : Lucien Bryonne) : Austin Parsons
- Robert Webber : Dom Guardiano
- Charles Drake : Lawrence Conway
- Sally Kellerman : Holly Mitchell
- Arte Johnson : Lester Aldrich
- Paulene Myers (non créditée) : la servante Hannah